# Красильников Геннадій Іванович
Красильников Геннадій Іванович (6.10.1925 — 23.09.1943) — учасник Радянсько-німецької війни, стрілець 6-ї стрілецької роти 2-го стрілецького батальйону 212-го гвардійського стрілецького полку 75-ї Бахмацької двічі Червонозоряної ордена Суворова гвардійської стрілецької дивізії 30-го стрілецького корпусу 60-ї Армії Центрального фронту, Герой Радянського Союзу (17.10.1943), гвардії червоноармієць.

## Біографія
Народився 6 жовтня 1925 року в місті Щегловськ (зараз Кемерово), РФ. Закінчив 8 класів, працював слюсарем на заводі «Карболит».
В армію був призваний у 1943 році і направлений в Кемеровське піхотне училище. У серпні 1943 року курсантів без присвоєння звання передали до Діючої армії. З 4 вересня 1943 року стрілець 6-ї стрілецької роти 2-го стрілецького батальйону 212-го гвардійського стрілецького полку 75-ї Бахмацької двічі Червонозоряної ордена Суворова гвардійської стрілецької дивізії.
Особливо відзначився при форсуванні ріки Дніпро та утриманні плацдарму на північ від Києва у вересні 1943 року. 23 вересня 1943 року у складі взводу молодшого лейтенанта Г. Г. Яржина форсував Дніпро в районі села Ясногородка Вишгородського району Київської області. Брав участь у захопленні пароплава «Миколаїв» і баржі з військово-інженерним вантажем. У бою за село Ясногородка загинув 23 вересня.
Указом Президії Верховної Ради СРСР від 17 жовтня 1943 року за мужність і героїзм проявлені при форсуванні Дніпра і утриманні плацдарму гвардії червоноармійцю Красильникову Геннадію Івановичу присвоєне звання Героя Радянського Союзу (посмертно).
Красильников Г. І. похований у селі Ясногородка Вишгородського району Київської області в братській могилі воїнів 75-ї гвардійської стрілецької дивізії, які загинули при форсуванні Дніпра.

## Нагороди
- медаль «Золота Зірка» №---- (17 жовтня 1943)
- Орден Леніна

## Пам'ять
- У селі Ясногородка Вишгородського району Київської області на братській могилі, де похований Герой, встановлено пам'ятник.
- На батьківщині Красильникова Г. І. в місті Кемерово його ім'ям названа вулиця і встановлений бюст Героя [Архівовано 2 лютого 2014 у Wayback Machine.].
- 41-й середній школі міста Кемерово і цеху НПО «Карболит» присвоєно його ім'я.
- На будинку школи, де вчився Красильников Г. І., встановлено меморіальну дошку [Архівовано 2 лютого 2014 у Wayback Machine.].
- Наказом МО СРСР № 144 від 08.05.1965 р. Красильников Г. І. навічно зарахован до списків гвардійської частини.